# Deopalpus hiemalis
Deopalpus hiemalis là một loài ruồi trong họ Tachinidae.